# Ghislain Achard
Pour les articles homonymes, voir Achard.
Ghislain Achard, né le 14 février 1948 à Alger, est dirigeant et producteur audiovisuel français. Il a été conseiller auprès du président François Mitterrand de 1992 à 1995 et directeur général du groupe France Télévisions de 2000 à 2005. Il est coproducteur de la série télévisée Candice Renoir.

## Début de carrière à l'ORTF puis TDF
Après le lycée Saint-Charles de Marseille puis des études à la faculté de droit d'Aix-en-Provence où il passe une maîtrise de droit public au début des années 1970, il entame sa carrière professionnelle en 1973 dans le secteur public à l'Office de radiodiffusion-télévision française (ORTF) comme assistant de direction. Les années suivantes, lors de l'éclatement de l'organisme public et la création de Télédiffusion de France (TDF), il est successivement nommé administrateur régional puis adjoint du directeur régional de 1975 à 1985. En 1986, il devient sous-directeur des ressources humaines de TDF jusqu'en juin 1989 où il rejoint le cabinet de Paul Quilès, Ministre des Postes et Télécommunications du gouvernement Michel Rocard. Durant cette période, il se consacrera à plusieurs développements technologiques significatifs comme la télévision par câble et son « plan câble » national, les satellites français de télédiffusion directe TDF 1 et 2 ou encore la Haute définition.

## Fonction publique
Après avoir été conseiller auprès de Georges Kiejman alors ministre délégué à la Communication en 1991, il devient directeur commercial de Télédiffusion de France S.A. Il est nommé conseiller technique à l'audiovisuel et à la communication, au cabinet du Président de la République François Mitterrand, à partir de février 1992 et durant trois gouvernements successifs d'Édith Cresson, de Pierre Bérégovoy et sous la cohabitation Édouard Balladur. En mai 1995, le mandat de François Mitterrand s'achevant, il rejoint le groupe Thomson Multimedia, comme vice-président chargé de la communication durant quelques mois.

## Lancement de chaînes de télévision
En avril 1996, il rejoint le groupe AB comme directeur général adjoint du bouquet de chaînes AB sat pour son lancement auprès du PDG Claude Berda et aux côtés de Christian Dutoit, jusqu'en 1997. En juillet 1996, il est nommé membre de la commission relative aux services de télévision distribués par câble. En 1998, il retrouve le service public comme directeur délégué à la coordination de l'antenne de France 2, avant d'être nommé conseiller de Xavier Gouyou Beauchamps, président de France Télévisions.
En 1999, Marc Tessier nouveau président de France Télévisions le nomme secrétaire général de juin 1999 à 2000 puis directeur général délégué de 2000 à 2004 et enfin Directeur général du groupe France Télévisions jusqu'en 2005. Parallèlement de 1998 à 2005, il est président-directeur général de la société Méditerranée Films Production (MFP) devenue en 2001, Multimédia France Productions puis France.tv studio en 2018 ainsi que président de Festival (chaîne de télévision), devenue France 4 en 2005.

## Numérique, multimédias et Haute définition
Il est président de France Télévisions Interactive durant la même période. Il participe à la création et au lancement de la chaîne jeunesse Gulli, créée par le groupe public et le groupe Lagardère. Au cours de ses différents mandats à France Télévisions, il participera notamment à la gestion du dossier TPS à travers la société France Télévision Entreprises, à la numérisation des moyens de production et de transmission vidéo, au lancement de la Télévision Numérique Terrestre, de la TVHD, des services interactifs et multimédias ainsi qu'à la préparation de la chaîne d'information internationale,, future France 24,. En 2005, G. Achard est nommé membre du comité d'éthique de la chaîne BFM TV aux côtés de François Siegel.

## Conseil audiovisuel et productions
Il fonde l'année suivante la société de conseil et de production GAMMES (Groupe audiovisuel multimédia d'études et services) et crée son unité Couleurs Productions qui coproduit notamment à partir des années 2010, la série Candice Renoir.
En mai 2006 il est nommé par le président Jacques Chirac, membre du Comité stratégique pour le numérique et y collabore jusqu'en 2012 aux côtés de Jean-Michel Hubert et Francis Beck. Fondateur et ancien associé de Ma Chaîne Étudiante (MCE) de 2009 à 2011, il fonde en 2015 avec Philippe Marcoux et Christian D'Aufin, la société VODinn (groupe Metropolitan FilmExport) qu'il préside depuis sa création.
Depuis 2014, il est conseiller au Centre études & prospective stratégique et président du Club Media.

## Distinctions
- Chevalier de l'Ordre national du Mérite en novembre 1999 [32]
- Chevalier de l'Ordre des Arts et des Lettres en mars 2017[33].

## Rapports officiels, contributions, ouvrages collectifs
- Novembre 1994, entretien avec Florence Bray : « La télévision haute définition : naissance et mort d'un grand projet européen »[34].
- 1er juillet 1997 - Demain, quelles télévisions ? Entretien : « Les téléspectateurs ont envie d'autre chose », revue Médias & Pouvoirs, no 45[35].
- Juin 1999 - Article « La TV numérique terrestre aux USA et au Canada », page 20. L'Audiovisuel, communication & société, revue publiée sous le patronage de l'UNESCO, Cap Editions.
- Juin 2000 - Contribution au rapport « Vers une administration électronique citoyenne »[36]
- 22 septembre 2004 - Contribution au rapport d'information « sur les conventions collectives des personnels de l’audiovisuel public » de Patrice Martin-Lalande, Commission des finances, de l'économie générale et du plan. Assemblée nationale[37].
- Octobre 2004 - Contribution au rapport « Télévision numérique et haute définition » de Daniel Boudet de Montplaisir[38]
- Décembre 2004 - Contribution au rapport « Pour une nouvelle stratégie de l'action culturelle extérieure de la France : de l'exception à l'influence », Sénat[39].
- Janvier 2005 - Article : « France Télévisions : prolonger l’antenne avant tout », Les chaînes sortent leurs marques, La Documentation française, I.N.A.[40].
- Août 2005 - Contribution au rapport « Télévision numérique et mobilité » de Daniel Boudet de Montplaisir[41]
- Mars 2010 - Introduction : « Le nouveau temps des médias », ouvrage collectif sous la direction de Michel Combes, Gérard Eymery et Loïc Tribot, Éditions la Spière[42]
- Juin 2012 - Contribution au rapport « La chaîne d'information internationale pour la France »[43]